# استخوان پوستی

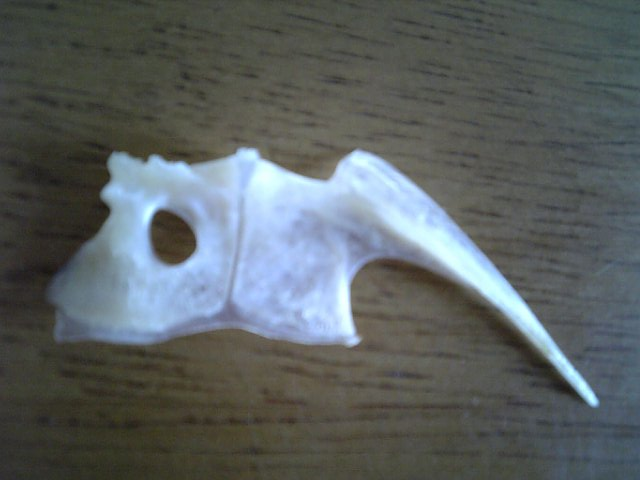
استخوان‌های پاگروس ماژور (سمت چپ) و کوراکوئید (راست)

استخوان پوستی یا استخوان غِشایی (به انگلیسی: Dermal bone)، یک ساختار استخوانی مشتق از استخوان‌سازی درون‌غشایی است که اجزایی از اسکلت مهره‌داران شامل بخش اعظم جمجمه، آرواره‌ها، پوشش آبشش، کمربند شانه و خارهای باله ماهی و لاک لاک‌پشت را تشکیل می‌دهد.
برخلاف استخوان‌سازی درون‌غضروفی، استخوان پوستی از غضروف تشکیل نمی‌شود؛ غضروف‌هایی که سپس کلسیمی می‌شوند. استخوان پوستی در داخل درم تشکیل می‌شود و تنها با تجمع رشد می‌کند - بخش خارجی استخوان توسط استئوبلاست‌ها رسوب می‌کند.
عملکرد برخی از استخوان‌های پوستی در سراسر مهره‌داران حفظ شده است، اگرچه در شکل و تعداد استخوان‌ها در سقف جمجمه و ساختارهای پس‌جمجمه‌ای تفاوت‌هایی وجود دارد. در ماهی‌های استخوانی، استخوان پوستی در پرتوهای باله و فلس‌ها یافت می‌شود. نمونه خاصی از استخوان پوستی ترقوه است. برخی از عملکردهای استخوان پوستی جنبه‌های زیست‌مکانیکی دارد، برای نمونه محافظت در برابر شکارچیان. همچنین استدلال می‌شود که استخوان‌های پوستی در امور اکوفیزیولوژیکی مانند انتقال حرارت بین بدن و محیط اطراف هنگام غنودن جاندار (آنطور که در تمساح‌ها مشهود است) دخیل هستند. و همچنین در بافر اسیدوز تنفسی استخوان در طول بی‌تنفسی طولانی مدت (که در تمساح‌ها و لاک‌پشت‌ها مشهود است). این عملکردهای اکوفیزیولوژیکی متکی به راه اندازی شبکه رگ‌های خونی در داخل و مستقیم بالای استخوان‌های پوستی است.